# Te-Tris
Te-Tris, właściwie Adam Chrabin (ur. 21 kwietnia 1981 w Siemiatyczach) – polski raper, freestyle’owiec i producent muzyczny. Laureat licznych konkursów freestyle’owych takich jak Bitwa o Harendę, Christmas Rappin 2005, Pierwsza Bitwa Podlaska i Freestyle Battle Megaclub Katowice 2004. Dwukrotny finalista Wielkiej Bitwy Warszawskiej. W latach 2007–2009 pełnił również rolę członka jury WBW.
W 2011 roku Chrabin został sklasyfikowany na 16. miejscu listy 30 najlepszych polskich raperów według magazynu Machina. Rok później znalazł się na 15. miejscu analogicznej listy opublikowanej przez serwis Porcys. Członek Akademii Fonograficznej ZPAV.

## Życiorys
Te-Tris działalność artystyczną prowadzi od 1998 roku. Pierwsze nagrania rapera powstały w ramach Projektu Parter. Projekt wkrótce przeistoczył się w Wiesz O Co Chodzi. W 2004 Te-Tris zadebiutował minialbumem Naturalnie składającym się z dziewięciu utworów, gościnnie na płycie udzielał się Trzyker i Esdwa. Pod koniec marca 2009 ukazał się mixtape rapera oraz DJ-a Torta pt. Stick 2 My Name Right na bitach amerykańskiego producenta Statika Selektah. W sierpniu tego samego roku był jednym z reprezentantów polskiej sceny na festiwalu Hip Hop Kemp w Czechach. 9 września 2009 nakładem wytwórni Reformat4 i Fonografika ukazał się pierwszy album rapera pt. Dwuznacznie. Na płycie gościnnie wystąpili m.in. O.S.T.R., Łona, W.E.N.A., Pogz, Esdwa, Milumilu oraz Panna Ania. 31 grudnia 2009 roku Te-Tris wydał mixtape na bitach Jay-Z, pt. Shovany Mixtape vol.1, który rozpoczął serię mixtapeów o nazwie Tristape. W 2011 roku raper podpisał kontrakt z wytwórnią muzyczną Aptaun Records. Nakładem tejże wytwórni, 21 października 2011 roku, ukazał się nowy album Te-Trisa LOT 2011. Wydawnictwo poprzedził singel pt. „Prawo 2021”.
Pod koniec 2013 roku Te-Tris wydał płytę „Teraz” która nagrał razem z Pogzem. Na płycie wystąpili gościnnie Quebonafide, Zeus, Grubson, Rzeźnik itd. 23 października 2015 roku nakładem wytwórni Step Records Te-Tris wydał trzeci solowy album pt. Definitywnie. Nagrania dotarły do 4. miejsca zestawienia OLiS. Wśród gości pojawili się raperzy: Kuba Knap, Astek z zespołu Dwa Sławy i Ras z grupy Rasmentalism. Z początkiem 2017 roku ukazał się oparty na autorskich produkcjach mixtape pt. Tristape, a pod koniec roku minialbum pt. Specialite, który powstał przy współpracy z duetem producenckim SoSpecial. Oba wydawnictwa zostały wydane przez rapera własnym sumptem.
Albumy
| Naturalnie (EP)                 | - Data: 1 listopada 2004 - Wydawca: brak (nielegal)    | –  | - POL: 800 szt. |
| Dwuznacznie                     | - Data: 9 września 2009 - Wydawca: Reformat4           | –  |                 |
| LOT 2011                        | - Data: 21 października 2011 - Wydawca: Aptaun Records | 10 |                 |
| Teraz (oraz Pogz)               | - Data: 12 listopada 2013 - Wydawca: Aptaun Records    | 4  |                 |
| Definitywnie                    | - Data: 23 października 2015 - Wydawca: Step Records   | 4  |                 |
| Specialite (EP; oraz soSpecial) | - Data: 4 grudnia 2017 - Wydawca: Tetmusic             | 45 |                 |
| Triste Sol (EP; oraz Soulpete)  | - Data: 3 sierpnia 2018 - Wydawca: SoRaw Records       | –  |                 |
| „–” album nie był notowany.     |                                                        |    |                 |

Mixtape’y
| Tytuł                                 | Dane dot. albumu                              | Sprzedaż        |
| ------------------------------------- | --------------------------------------------- | --------------- |
| Stick2MyNameRight (oraz DJ Tort)      | - Data: 1 kwietnia 2009 - Wydawca: Reformat4  | - POL: 300 szt. |
| Shovany Mixtape vol. 1 (oraz DJ Tort) | - Data: 31 grudnia 2009 - Wydawca: Reformat4  |                 |
| Shovany Mixtape vol. 2 (oraz DJ Tort) | - Data: 21 kwietnia 2010 - Wydawca: Reformat4 |                 |
| #tristape                             | - Data: 19 stycznia 2017 - Wydawca: Tetmusic  |                 |

Inne
| Album                                    | Rok  | Utwór | Źródło |
| ---------------------------------------- | ---- | --- | ------ |
| Klan CD#26 (kompilacja)                  | 2002 | Te-Tris – „Embrion” | [ 26 ] |
| Patr00 – Random Note LP                  | 2005 | „Lustro” (gościnnie: TeTris, Esdwa, DJ Tort)                                                                                 | [ 27 ] |
| Metro – Antidotum EP                     | 2006 | „Cześć, jestem...” (gościnnie: Te-tris, Pogz, Trzyker)                                                                       | [ 28 ] |
| Metro – Metro 45's                       | 2007 | „Bestia” (gościnnie: Te-Tris, O.S.T.R.)                                                                                      | [ 29 ] |
| Esdwa & Pogz – Nic nowego                | 2007 | „Bez konceptu” (gościnnie: Te-Tris) „Tymy (suplement)” (gościnnie: Te-Tris) „Ze śmiercią im do twarzy” (gościnnie: Te-Tris)  | [ 30 ] |
| Jimson – Gorączka w parku igieł          | 2008 | „Eenie-Meenie-Miney-Moe” (gościnnie: Esdwa, Te-tris)                                                                         | [ 31 ] |
| Fabuła – Dzieło sztuki                   | 2009 | „Dzieła sztuki” (gościnnie: Te-Tris)                                                                                         | [ 32 ] |
| W.E.N.A., Rasmentalism – Duże rzeczy     | 2009 | „Jeden raz” (gościnnie: Te-Tris)                                                                                             | [ 33 ] |
| Quiz – Materiał producencki              | 2009 | „RRR” (gościnnie: Te-Tris)                                                                                                   | [ 34 ] |
| JuNouMi Records EP Vol.4 (kompilacja)    | 2010 | Prof, Te-Tris – „Jestem” | [ 35 ] |
| Zbylu – Operacja: sampling               | 2011 | „Wprost” (gościnnie: Te-Tris, DJ Olin)                                                                                       | [ 36 ] |
| Oldas – Esencja                          | 2011 | „Konsekwentnie” (gościnnie: Te-Tris, Lena Romul)                                                                             | [ 37 ] |
| Rasmentalism – EP                        | 2011 | „To się nie nudzi” (gościnnie: Te-Tris)                                                                                      | [ 38 ] |
| Solar, Białas – Z ostatniej ławki        | 2011 | „Nie dbam o to” (gościnnie: Te-Tris, DJ Ace)                                                                                 | [ 39 ] |
| Szpak – Kontrast                         | 2011 | „Uwolnij myśli” (gościnnie: Te-Tris)                                                                                         | [ 40 ] |
| 101 Decybeli – Pomiędzy bitami           | 2011 | „Moje” (Reedycja) (gościnnie: Młody M, Te-Tris, Kajman) „Moje” Instrumental (Reedycja) (gościnnie: Młody M, Te-Tris, Kajman) | [ 41 ] |
| Voskovy – 5 złotych zasad                | 2012 | „Jak to jest” (gościnnie: Te-Tris, Ras, DJ Flip)                                                                             | [ 42 ] |
| Skate-Europe.com (kompilacja)            | 2012 | Te-Tris – „Abaku$” | [ 43 ] |
| Trzeci Wymiar – Dolina klaunoow          | 2012 | „Nie jesteś jednym z nich” (gościnnie: Te-Tris)                                                                              | [ 44 ] |
| Pogz – Wietrzenie magazynków MixEP       | 2012 | „W trasie” (gościnnie: Te-Tris)                                                                                              | [ 45 ] |
| Raca, DonDe – Konsument ludzkich sumień  | 2012 | „Chcesz być mną?” (gościnnie: Te-Tris, Szad)                                                                                 | [ 46 ] |
| Prys – Na złej drodze do lepszych czasów | 2012 | „Długodystansowiec” (gościnnie: Ras, Te-Tris)                                                                                | [ 47 ] |
| Pyskaty – Pasja                          | 2012 | „Razem” (gościnnie: Siwers, Jinx, Te-Tris, Tomiko, PeeRZet, Małpa, W.E.N.A.)                                                 | [ 48 ] |
| SB – Struktura dźwięków                  | 2012 | „Flesz” (gościnnie: Te-Tris)                                                                                                 | [ 49 ] |
| Onar – Przemytnik emocji                 | 2012 | „Od dna” (gościnnie: Te-Tris, Hazzidy)                                                                                       | [ 50 ] |
| Medium – Graal                           | 2012 | „Meteorologika” (gościnnie: Bisz, Te-Tris)                                                                                   | [ 51 ] |
| Cira – Plastikowy kosmos                 | 2013 | „Plastikowy kosmos” (gościnnie: Bisz, Te-Tris)                                                                               | [ 52 ] |
| Tomiko – Portfolio                       | 2013 | „Kraina absurdu” (gościnnie: Te-Tris, Pyskaty)                                                                               | [ 53 ] |
| W.E.N.A. – Nowa ziemia                   | 2013 | „Wszystko” (gościnnie: Włodi, Te-Tris)                                                                                       | [ 54 ] |
| Słoń, Mikser – Demonologia 2             | 2013 | „Stylowo” (gościnnie: Jinx, Te-Tris)                                                                                         | [ 55 ] |
| Deobson – Oddycham                       | 2013 | „Serce inaczej pompuje krew” (gościnnie: Te-Tris, Rover)                                                                     | [ 56 ] |
| DJ. B, Szczur – Zaraza                   | 2013 | „Nie jestem tu od pouczania” (gościnnie: Wigor, Juras, Diox, Ten Typ Mes, Te-Tris, Pono)                                     | [ 57 ] |
| Kobra – Golden Era                       | 2013 | „Spokojny sen” (gościnnie: Te-Tris)                                                                                          | [ 58 ] |
| Deys – Audiogramy                        | 2014 | „Potencjał” (gościnnie: VNM, Te-Tris, IKE)                                                                                   | [ 59 ] |
| Tede – Vanillahajs                       | 2015 | „Życie jest piękniejsze” (gościnnie: Te-Tris)                                                                                | [ 60 ] |

## Teledyski
| Tytuł                                                                         | Rok  | Reżyseria/Realizacja                                                                          | Album                     | Źródło |
| ----------------------------------------------------------------------------- | ---- | --------------------------------------------------------------------------------------------- | ------------------------- | ------ |
| „Obudź się/Tetrock”                                                           | 2011 | Tomasz Gilewicz, Robert Drobniuch, Krzysztof Kiziewicz/ Krzysztof Kiziewicz, Robert Burzyński | Dwuznacznie               | [ 61 ] |
| „Dziecko szczęścia”                                                           | 2011 | Blood Simple Films                                                                            | –                         | [ 62 ] |
| „Trzeba żyć”                                                                  | 2011 | Toczy Videos                                                                                  | LOT 2011                  | [ 63 ] |
| „Prawo 2021”                                                                  | 2011 | Toczy Videos                                                                                  | LOT 2011                  | [ 64 ] |
| „Ile mogę?”                                                                   | 2012 | Toczy Videos                                                                                  | LOT 2011                  | [ 65 ] |
| „Nie pytaj” (oraz Pogz)                                                       | 2013 | Bassmedia                                                                                     | Teraz                     | [ 66 ] |
| „Strachy” (oraz Pogz)                                                         | 2013 | Toczy Videos                                                                                  | Teraz                     | [ 67 ] |
| „Nero” (oraz Pogz; gościnnie: Grizzlee)                                       | 2013 | Piotr Smoleński                                                                               | Teraz                     | [ 68 ] |
| „Lista życzeń” (oraz Pogz; gościnnie: Zeus)                                   | 2013 | Juzz Media                                                                                    | Teraz                     | [ 69 ] |
| "#Hot16Challenge”                                                             | 2014 | –                                                                                             | –                         | [ 70 ] |
| „Moroder”                                                                     | 2015 | AG Studio                                                                                     | Definitywnie              | [ 71 ] |
| „Kopi Luwak”                                                                  | 2015 | AG Studio                                                                                     | Definitywnie              | [ 72 ] |
| „ZPRDL”                                                                       | 2015 | Sensi&                                                                                        | Definitywnie              | [ 73 ] |
| „Jurek Mordel” (gościnnie: Ras, Astek)                                        | 2015 | Sensi&                                                                                        | Definitywnie              | [ 74 ] |
| Gościnnie                                                                     |      |                                                                                               |                           |        |
| The Pryzmats – „High Level” (gościnnie: Te-Tris)                              | 2012 | Sebastian Juszczyk                                                                            | Coś z niczego             | [ 75 ] |
| 101 Decybeli – „Moje” (gościnnie: Młody M, Te-Tris, Kajman)                   | 2012 | Filip Wendland                                                                                | Pomiędzy bitami           | [ 76 ] |
| Okoliczny Element – „Walka trwa” (gościnnie: Te-Tris)                         | 2012 | Paweł Maluśki                                                                                 | Kosze zerwane             | [ 77 ] |
| Raca, DonDe – „Chcesz być mną” (gościnnie: Te-Tris, Szad, DJ Qmak)            | 2012 | OG Films                                                                                      | Konsument ludzkich sumień | [ 78 ] |
| Szpak – „Uwolnij myśli” (gościnnie: Te-Tris)                                  | 2013 | Paulina Olbryś                                                                                | Kontrast                  | [ 79 ] |
| Tomiko – „Kraina absurdu” (gościnnie: Te-Tris, Pyskaty)                       | 2013 | Toczy Videos                                                                                  | Portfolio                 | [ 80 ] |
| Tubas Składowski – „Travelers” (gościnnie: Te-Tris, Duże Pe, Filip Rudanacja) | 2014 | Qdłaty Qdini                                                                                  | Bez konserwantów          | [ 81 ] |
| Inne                                                                          |      |                                                                                               |                           |        |
| VNM, Deys, Te-Tris, DJ Ike – „Potencjał (C-Walk Polska)”                      | 2013 | –                                                                                             | –                         | [ 82 ] |